# Nuno Crato

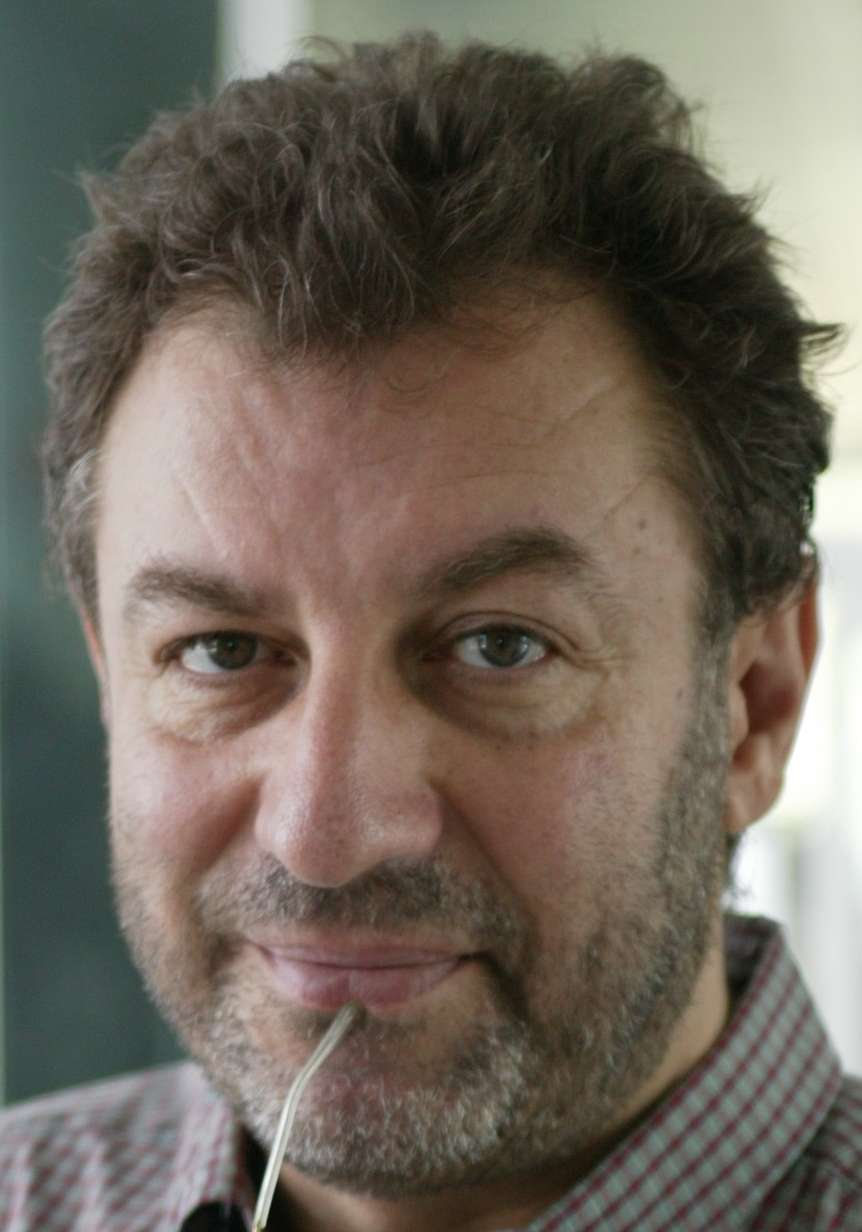
Nuno Crato (2008)

Nuno Paulo de Sousa Arrobas Crato (* 9. März 1952 in São Jorge de Arroios, Lissabon) ist ein portugiesischer Mathematiker und Statistiker. Vom 21. Juni 2011 bis zum 30. Oktober 2015 hatte er das Amt des Ministers für Bildung und Wissenschaft im Kabinett Passos Coelho inne.

## Leben
Nuno Crato, Sohn von Paulo António Arrobas Crato und Maria de Lourdes Machado de Sousa, die beide als Professoren für Mathematik tätig sind, wurde am 9. März 1952 in der Lissabonner Stadtgemeinde São Jorge de Arroios geboren. Er wuchs in Lissabon, auf den Azoren und in den USA auf.
Crato studierte am Institut für Wirtschaft und Verwaltung (ISEG) der Technischen Universität Lissabon, wo er seine licenciatura (Bachelor) in Wirtschaftswissenschaften absolvierte. Sein Studium schloss er dort mit dem Master in Bereich der Mathematischen Methoden des Unternehmensmanagements ab. 1992 promovierte Crato im Bereich der Angewandten Mathematik an der University of Delaware (USA). Daraufhin arbeitete er als Dozent an verschiedensten Einrichtungen, unter anderem an einer Lissabonner Sekundarschule, an der Universidade dos Açores, am Stevens Institute of Technology und am New Jersey Institute of Technology.
Im Jahr 2000 war Crato Präsident des International Symposium on Forecasting. Ebenfalls kehrte er im gleichen Jahr zurück nach Portugal und kam auch wieder an seine erste universitäre Einrichtung zurück. Am Instituto Superior de Economia e Gestão arbeitete als Professor für Mathematik und Statistik. Zeitgleich hatte Crato auch den Vorsitz der Portugiesischen Gesellschaft für Mathematik inne, war Prorektor an der Universidade Técnica de Lisboa. und Mitglied im Verwaltungsrat des Fórum Internacional de Investigadores Portugueses (FIIP).
Im Jahr 2000 war Crato Präsident des International Symposium on Forecasting. Zwischen 2004 und 2010 war er Vorsitzen der Portugiesischen Gesellschaft für Mathematik.
Am 6. Juni 2008 erhob ihn Aníbal Cavaco Silva, Staatspräsident Portugals, in den Stand eines Komturs (Comendador) des Orden des Infanten Dom Henrique.
Im Juni 2010 wurde Nuno Crato Geschäftsführer des Tagusparks. Dies gab er bei Ernennung zum Bildungsminister auf.

## Politik
Am 17. Juni 2011 schlug der zuvor in der Parlamentswahl siegreiche Pedro Passos Coelho Nuno Crato als einen von vier parteilosen Ministern für sein Kabinett vor. Staatspräsident Cavaco Silva ernannte ihn daraufhin am 21. Juni 2011 zum Minister für Bildung und Wissenschaft.
Im Bereich der Schulbildung setzte Crato vor allem eine Überarbeitung der Lehrpläne durch, wozu unter anderem eine Stärkung der Hauptfächer (Mathematik, Portugiesisch, Geschichte, Geografie, Englisch) und gehörte. Des Weiteren umfasste dies strengere Maßstäbe für die Abschlussklausuren bzw. deren Einführung für die Fächer Mathematik und Portugiesisch nach der vierten und neunten Klasse. Ein weiteres Augenmerk legte er auf eine Stärkung der Autonomie der einzelnen Schulen.
Des Weiteren setzte er sich in Zusammenarbeit mit der deutschen Bildungsministerin Annette Schavan für die Einführung der Dualen Berufsausbildung in Portugal ein. Im Hochschulbereich warb Crato für eine stärkere Konzentration auf Hauptfächer und die Differenzierung und Profilierung der portugiesischen Universitäten und Hochschulen. In Zusammenarbeit mit der Gemeinschaft der Portugiesischsprachigen Länder (CPLP) vereinfachte er die Entsendung von Portugiesisch-Lehrern, vor allem nach Osttimor.

## Werk
Nuno Crato befasst sich vor allem mit der Erforschung von stochastischen Prozessen und Zeitreihenanalyse in rechen-, klimatischen und finanziellen Feldern. Die European Mathematical Society verlieh ihm im Jahr 2003 den ersten Preis im Wettbewerb Public Awareness of Mathematics für seine zahlreichen Werke. Die Europäische Union verlieh Crato 2008 den European Science Award in der Kategorie Science Communicator of the Year.
Nuno Crato ist Autor und Co-Autor zahlreicher Publikationen, genannt seien unter anderem:
- Eclipses (Gradiva, 1999)
- Zodíaco: Constelações e Mitos (Gradiva, 2001)
- Trânsitos de Vénus (Gradiva, 2004)
- A Espiral Dourada, Coelhos de Fibonacci, Pentagramas, Cifras e Outros Mistérios Matemáticos d’ O Código Da Vinci (Gradiva, 2006)
- Relógios de Sol (CTT, 2007)
- Passeio Aleatório (Gradiva, 2007)
- A Matemática das Coisas (SPM/Gradiva, 2008) e de outras obras de divulgação.

Des Weiteren äußert sich Crato häufig zu Fragen bezüglich der Qualität und Form der Schul- und Hochschullehre, u.a O Eduquês em Discurso Directo: Uma Crítica da Pedagogia Romântica e Construtivista (Gradiva, 2006), zudem gab er das Buch Desastre no Ensino da Matemática: Como Recuperar o Tempo Perdido (SPM/Gradiva, 2006), den Sammelband Ser Professor (Gradiva, 2006) und das Buch Ensino da Matemática: Questões e Soluções (Gulbenkian, 2011) heraus. Zudem veröffentlicht Crato seit 1996 unregelmäßig Kolumnen in der Wochenzeitung Expresso.

## Privat
Crato ist seit 1985 verheiratet und hat einen Sohn und eine Tochter.